# بالحديد
«بالحديد» قرية شمال شرق ليبيا في الجبل الأخضر غرب مدينة البيضاء بحوالي 28 كم وهي تتبع محافظتها .

## مواضيع ذات علاقة
- الجبل الأخضر
- محافظتها
- مدينة البيضاء